# María Ólafsdóttir

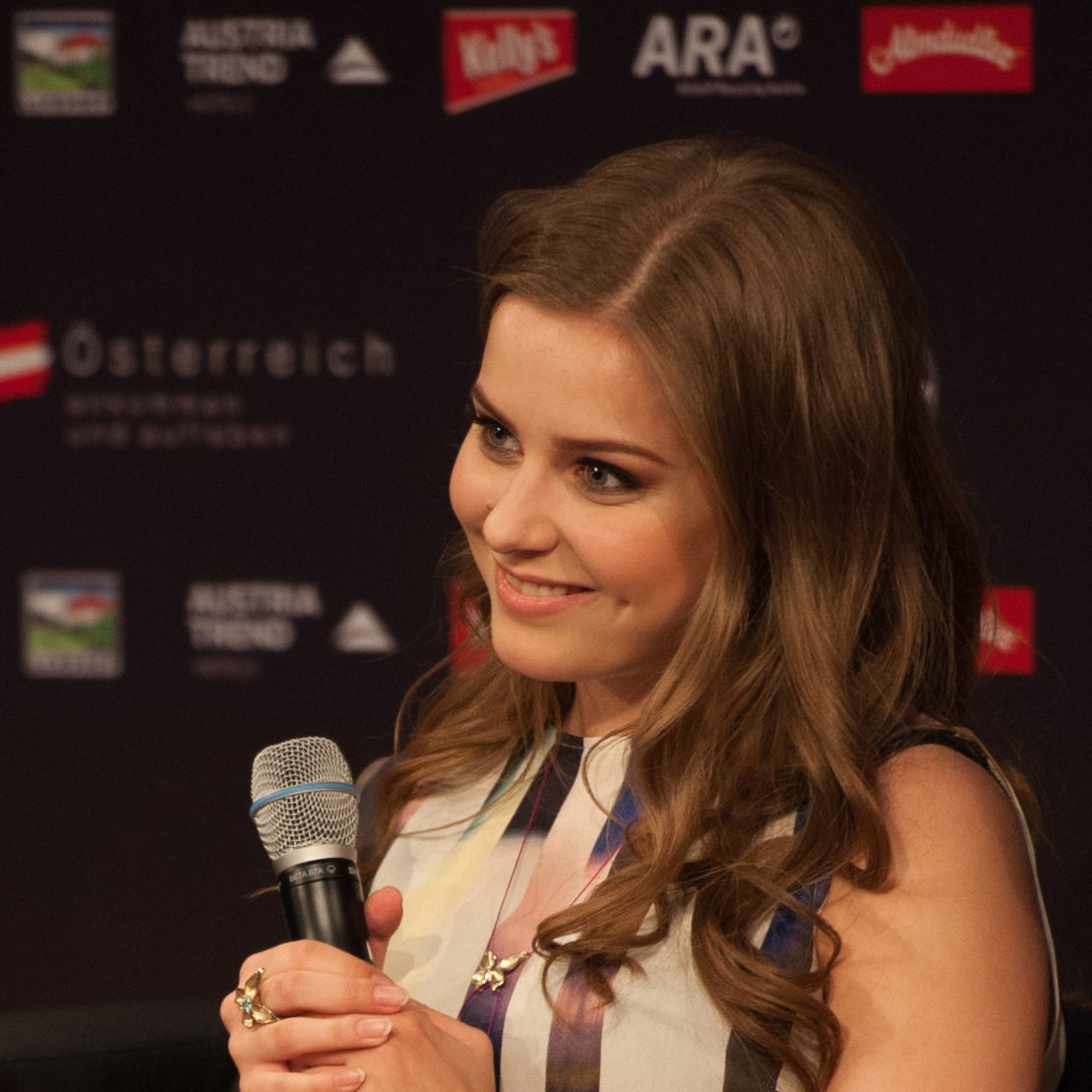
María Ólafs (2015)

María Ólafsdóttir, auch bekannt unter dem Namen María Ólafs, (* 21. März 1993 in Blönduós) ist eine isländische Sängerin und Schauspielerin. Sie hat Island beim Eurovision Song Contest 2015 vertreten.

## Eurovision Song Contest 2015

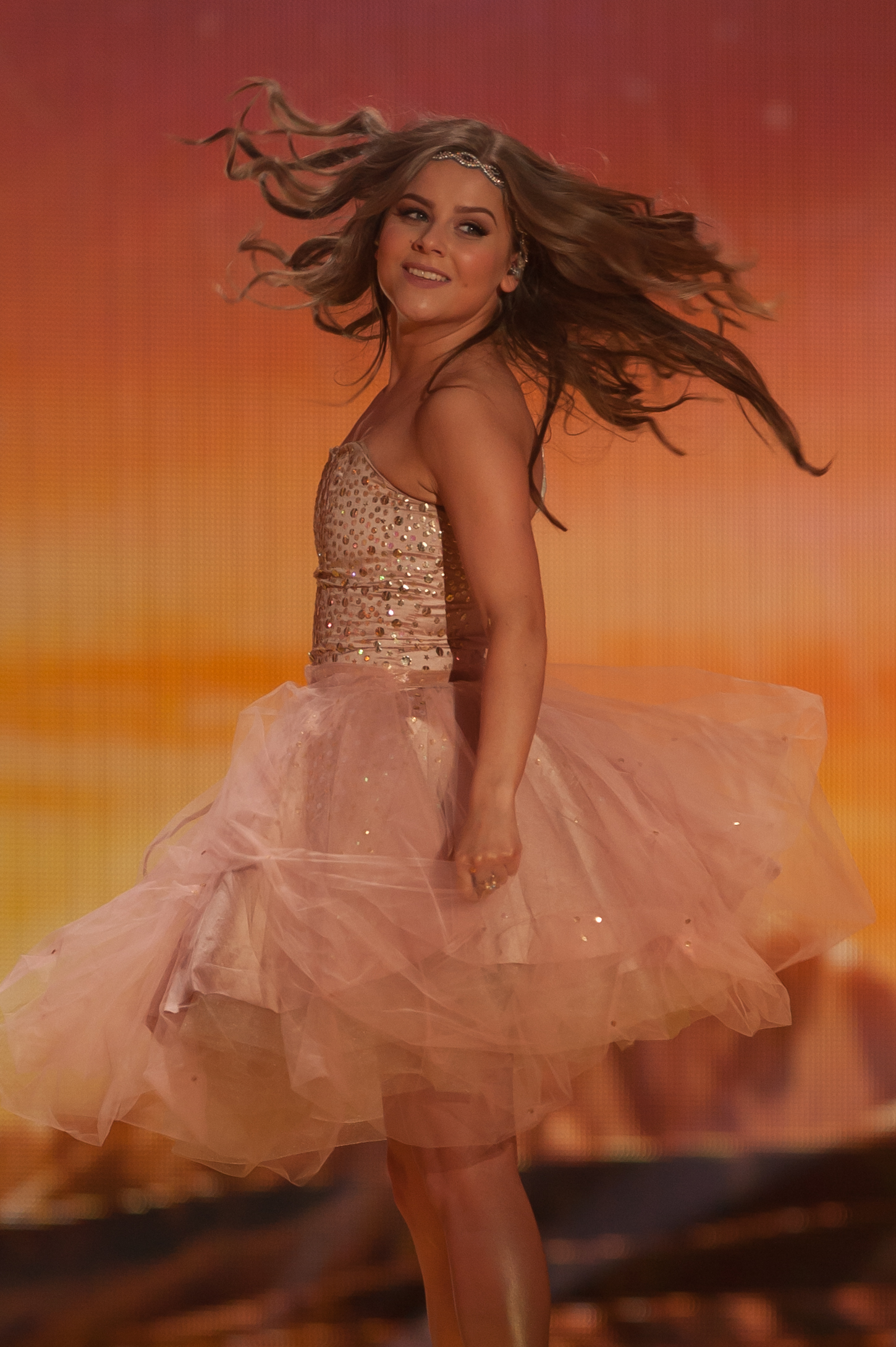
María Ólafs, ESC 2015

María Ólafsdóttir wurde aus über 200 Einsendungen zusammen mit elf weiteren vom isländischen Fernsehen RÚV für die dortige Vorentscheidung Söngvakeppni Sjónvarpsins 2015 ausgewählt. Sie erreichte über das Halbfinale die Finalshow, wo sie schließlich gewann.
Der Titel Unbroken stammt vom isländischen Produzententeam StopWaitGo, bestehend aus Ásgeir Orri Ásgeirsson, Pálmi Ragnar Ásgeirsson und Sæþór Kristjánsson.
Beim Wettbewerb wurde sie auf der Bühne von Hera Björk, der isländischen Teilnehmerin von 2010, als Backgroundsängerin begleitet.
Sie konnte sich im zweiten Halbfinale nicht für das Finale qualifizieren. Sie trat beim isländischen Vorentscheid für den Eurovision Song Contest 2016 auf.

## Sonstiges
María Ólafsdóttir veröffentlichte 2016 zwei Solosingles, die die Namen Hold My Hand und Baby Take The Wheel tragen. 2018 veröffentlichte sie eine Cover-Version des Songs Turn It Up von Germante auf Isländisch unter dem Namen Hækka í botn.